# Pattinaggio di figura ai II Giochi olimpici invernali - Pattinaggio di figura maschile
La competizione del pattinaggio di figura maschile dei II Giochi olimpici invernali si è svolta i giorni 14 e 15 febbraio allo Stadio Olimpico del ghiaccio di Sankt Moritz.

## Risultati

### Figure Obbligatorie
Si sono svolte il giorno 14 febbraio 1928
| Pos. | Concorrente          | Nazione        | Giudici   | Giudici   | Giudici   | Giudici   | Giudici   | Giudici   | Giudici   | Giudici   | Giudici   | Giudici   | Giudici   | Giudici   | Giudici   | Giudici   | TPO |
| Pos. | Concorrente          | Nazione        | Giudice 1 | Giudice 1 | Giudice 2 | Giudice 2 | Giudice 3 | Giudice 3 | Giudice 4 | Giudice 4 | Giudice 5 | Giudice 5 | Giudice 6 | Giudice 6 | Giudice 7 | Giudice 7 | TPO |
| Pos. | Concorrente          | Nazione        | PO        | Punti     | PO        | Punti     | PO        | Punti     | PO        | Punti     | PO        | Punti     | PO        | Punti     | PO        | Punti     | TPO |
| ---- | -------------------- | -------------- | --------- | --------- | --------- | --------- | --------- | --------- | --------- | --------- | --------- | --------- | --------- | --------- | --------- | --------- | --- |
| 1    | Gillis Grafström     | Svezia         | 1         | 243,25    | 3         | 221,75    | 3         | 217,00    | 2         | 229,25    | 1         | 243,50    | 1         | 219,25    | 1         | 256,75    | 12  |
| 2    | Willy Böckl          | Austria        | 2         | 239,50    | 1         | 229,75    | 2         | 221,25    | 1         | 237,00    | 3         | 237,00    | 2         | 208,50    | 3         | 252,50    | 14  |
| 3    | Robert Van Zeebroeck | Belgio         | 3         | 222,50    | 4         | 220,75    | 1         | 229,25    | 6         | 211,75    | 4         | 227,75    | 5         | 191,75    | 5         | 239,00    | 28  |
| 4    | Marcus Nikkanen      | Finlandia      | 6         | 211,50    | 5         | 209,75    | 4         | 200,75    | 7         | 211,25    | 2         | 240,25    | 8         | 186,25    | 8         | 220,25    | 40  |
| 5    | Josef Slíva          | Cecoslovacchia | 7         | 208,50    | 7         | 204,50    | 10        | 176,00    | 4         | 218,00    | 6         | 214,25    | 4         | 192,25    | 2         | 255,50    | 40  |
| 6    | Karl Schäfer         | Austria        | 4         | 216,25    | 2         | 222,00    | 6         | 189,50    | 3         | 221,25    | 5         | 226,50    | 12        | 174,50    | 10        | 213,75    | 42  |
| 7    | Pierre Brunet        | Francia        | 11        | 203,75    | 6         | 207,50    | 5         | 196,75    | 11        | 204,00    | 7         | 214,00    | 9         | 182,00    | 4         | 239,75    | 53  |
| 8    | John Page            | Gran Bretagna  | 10        | 206,00    | 9         | 199,00    | 14        | 170,00    | 5         | 213,25    | 13        | 201,25    | 3         | 206,75    | 6         | 227,75    | 60  |
| 9    | Ludwig Wrede         | Austria        | 13        | 187,25    | 10        | 189,50    | 7         | 179,25    | 12        | 193,75    | 9         | 206,75    | 6         | 189,25    | 7         | 223,00    | 64  |
| 10   | Roger Turner         | Stati Uniti    | 8         | 207,00    | 11        | 186,00    | 8         | 177,25    | 8         | 211,00    | 8         | 209,25    | 11        | 180,25    | 14        | 192,75    | 68  |
| 11   | Montgomery Wilson    | Canada         | 14        | 186,50    | 8         | 202,25    | 9         | 177,00    | 10        | 205,25    | 14        | 200,00    | 13        | 173,50    | 13        | 201,00    | 81  |
| 12   | Werner Rittberger    | Germania       | 9         | n/d       | 12        | n/d       | 11        | n/d       | 15        | n/d       | 12        | n/d       | 14        | n/d       | 9         | n/d       | 82  |
| 13   | Sherwin Badger       | Stati Uniti    | 12        | 187,50    | 13        | 184,25    | 13        | 170,25    | 9         | 206,00    | 10        | 204,50    | 10        | 180,75    | 15        | 190,75    | 82  |
| 14   | Paul Franke          | Germania       | 5         | 213,50    | 15        | 173,75    | 12        | 172,75    | 14        | 185,75    | 11        | 204,25    | 15        | 163,75    | 11        | 212,25    | 83  |
| 15   | Ian Bowhill          | Gran Bretagna  | 15        | 167,25    | 14        | 175,75    | 15        | 157,25    | 16        | 169,50    | 15        | 188,25    | 7         | 187,50    | 16        | 156,75    | 98  |
| 16   | Nathaniel Niles      | Stati Uniti    | 17        | 143,50    | 17        | 162,00    | 17        | 143,50    | 13        | 191,50    | 17        | 168,00    | 17        | 140,00    | 12        | 205,75    | 110 |
| 17   | Jack Eastwood        | Canada         | 16        | 165,50    | 16        | 166,75    | 16        | 155,00    | 17        | 168,75    | 16        | 176,50    | 16        | 148,00    | 17        | 155,75    | 114 |

### Figure Libere
Si sono svolte il giorno 15 febbraio 1928
| Pos. | Concorrente          | Nazione        | Giudici   | Giudici   | Giudici   | Giudici   | Giudici   | Giudici   | Giudici   | Giudici   | Giudici   | Giudici   | Giudici   | Giudici   | Giudici   | Giudici   | TPO   |
| Pos. | Concorrente          | Nazione        | Giudice 1 | Giudice 1 | Giudice 2 | Giudice 2 | Giudice 3 | Giudice 3 | Giudice 4 | Giudice 4 | Giudice 5 | Giudice 5 | Giudice 6 | Giudice 6 | Giudice 7 | Giudice 7 | TPO   |
| Pos. | Concorrente          | Nazione        | PO        | Punti     | PO        | Punti     | PO        | Punti     | PO        | Punti     | PO        | Punti     | PO        | Punti     | PO        | Punti     | TPO   |
| ---- | -------------------- | -------------- | --------- | --------- | --------- | --------- | --------- | --------- | --------- | --------- | --------- | --------- | --------- | --------- | --------- | --------- | ----- |
| 1    | Gillis Grafström     | Svezia         | 1,5       | 164,50    | 2,0       | 150,50    | 2,5       | 150,50    | 1,5       | 147,00    | 2,0       | 154,00    | 1,0       | 143,50    | 2,0       | 157,50    | 12,5  |
| 2    | Willy Böckl          | Austria        | 1,5       | 164,50    | 2,0       | 150,50    | 2,5       | 150,50    | 5,0       | 140,00    | 2,0       | 154,00    | 2,5       | 140,00    | 2,0       | 157,50    | 17,5  |
| 3    | Robert Van Zeebroeck | Belgio         | 3,5       | 161,00    | 4,5       | 147,00    | 1,0       | 154,00    | 8,0       | 136,50    | 2,0       | 154,00    | 4,0       | 136,50    | 8,0       | 147,00    | 31,0  |
| 4    | Karl Schäfer         | Austria        | 3,5       | 161,00    | 2,0       | 150,50    | 4,0       | 147,00    | 3,0       | 143,50    | 11,0      | 119,00    | 2,5       | 140,00    | 8,0       | 147,00    | 34,0  |
| 5    | Josef Slíva          | Cecoslovacchia | 5,5       | 150,50    | 6,0       | 140,00    | 7,5       | 119,00    | 8,0       | 136,50    | 4,0       | 140,00    | 6,5       | 129,50    | 2,0       | 157,50    | 39,5  |
| 6    | Ludwig Wrede         | Austria        | 5,5       | 150,50    | 4,5       | 147,00    | 7,5       | 119,00    | 5,0       | 140,00    | 5,0       | 136,50    | 5,0       | 133,00    | 8,0       | 147,00    | 40,5  |
| 7    | Pierre Brunet        | Francia        | 9,0       | 129,50    | 7,5       | 136,50    | 5,0       | 136,50    | 8,0       | 136,50    | 6,5       | 129,50    | 8,0       | 122,50    | 4,0       | 154,00    | 48,0  |
| 8    | Marcus Nikkanen      | Finlandia      | 9,0       | 129,50    | 7,5       | 136,50    | 7,5       | 119,00    | 11,0      | 129,50    | 8,5       | 126,00    | 12,0      | 108,50    | 5,5       | 150,50    | 61,0  |
| 9    | Sherwin Badger       | Stati Uniti    | 13,5      | 112,00    | 11,0      | 122,50    | 10,5      | 115,50    | 1,5       | 147,00    | 8,5       | 126,00    | 11,0      | 112,00    | 5,5       | 150,50    | 61,5  |
| 10   | Paul Franke          | Germania       | 7,0       | 133,00    | 10,0      | 129,50    | 10,5      | 115,50    | 10,0      | 133,00    | 10,0      | 122,50    | 9,5       | 115,50    | 10,5      | 140,00    | 67,5  |
| 11   | Roger Turner         | Stati Uniti    | 9,0       | 129,50    | 9,0       | 133,00    | 12,0      | 112,00    | 5,0       | 140,00    | 12,0      | 115,50    | 9,5       | 115,50    | 12,0      | 136,50    | 68,5  |
| 12   | John Page            | Gran Bretagna  | 11,5      | 115,50    | 12,5      | 119,00    | 7,5       | 119,00    | 13,5      | 112,00    | 6,5       | 129,50    | 6,5       | 129,50    | 10,5      | 140,00    | 68,5  |
| 13   | Nathaniel Niles      | Stati Uniti    | 11,5      | 115,50    | 14,0      | 115,50    | 16,0      | 77,00     | 13,5      | 112,00    | 13,0      | 112,00    | 16,0      | 94,50     | 13,0      | 129,50    | 97,0  |
| 14   | Ian Bowhill          | Gran Bretagna  | 13,5      | 112,00    | 12,5      | 119,00    | 15,0      | 87,50     | 16,0      | 80,50     | 14,0      | 108,50    | 13,0      | 105,00    | 16,0      | 94,50     | 100,0 |
| 15   | Jack Eastwood        | Canada         | 15,5      | 101,50    | 15,5      | 108,50    | 13,0      | 98,00     | 12,0      | 119,00    | 16,0      | 94,50     | 14,5      | 98,00     | 15,0      | 98,00     | 101,5 |
| 16   | Montgomery Wilson    | Canada         | 15,5      | 101,50    | 15,5      | 108,50    | 14,0      | 94,50     | 15,0      | 98,00     | 15,0      | 105,00    | 14,5      | 98,00     | 14,0      | 115,50    | 103,5 |

### Classifica finale
| Pos.    | Concorrente          | Nazione        | Giudici   | Giudici   | Giudici   | Giudici   | Giudici   | Giudici   | Giudici   | Giudici   | Giudici   | Giudici   | Giudici   | Giudici   | Giudici   | Giudici   | TPO | TP      |
| Pos.    | Concorrente          | Nazione        | Giudice 1 | Giudice 1 | Giudice 2 | Giudice 2 | Giudice 3 | Giudice 3 | Giudice 4 | Giudice 4 | Giudice 5 | Giudice 5 | Giudice 6 | Giudice 6 | Giudice 7 | Giudice 7 | TPO | TP      |
| Pos.    | Concorrente          | Nazione        | PO        | Punti     | PO        | Punti     | PO        | Punti     | PO        | Punti     | PO        | Punti     | PO        | Punti     | PO        | Punti     | TPO | TP      |
| ------- | -------------------- | -------------- | --------- | --------- | --------- | --------- | --------- | --------- | --------- | --------- | --------- | --------- | --------- | --------- | --------- | --------- | --- | ------- |
| Oro     | Gillis Grafström     | Svezia         | 1         | 407,75    | 3         | 372,25    | 3         | 367,50    | 2         | 376,25    | 1         | 397,50    | 1         | 362,75    | 1         | 414,25    | 12  | 2698,25 |
| Argento | Willy Böckl          | Austria        | 2         | 404,00    | 1         | 380,25    | 2         | 371,75    | 1         | 377,00    | 2         | 391,00    | 2         | 348,50    | 3         | 410,00    | 13  | 2682,50 |
| Bronzo  | Robert Van Zeebroeck | Belgio         | 3         | 383,50    | 4         | 367,75    | 1         | 383,25    | 7         | 348,25    | 3         | 381,75    | 4         | 328,25    | 5         | 386,00    | 27  | 2578,75 |
| 4       | Karl Schäfer         | Austria        | 4         | 377,25    | 2         | 372,50    | 4         | 336,50    | 3         | 364,75    | 6         | 345,50    | 7         | 314,50    | 9         | 360,75    | 35  | 2471,75 |
| 5       | Josef Slíva          | Cecoslovacchia | 5         | 359,00    | 6         | 344,50    | 8         | 295,00    | 4         | 354,50    | 5         | 354,25    | 6         | 321,75    | 2         | 413,00    | 36  | 2442,00 |
| 6       | Marcus Nikkanen      | Finlandia      | 7         | 341,00    | 5         | 346,25    | 6         | 319,75    | 8         | 340,75    | 4         | 366,25    | 10        | 294,75    | 6         | 370,75    | 46  | 2379,50 |
| 7       | Pierre Brunet        | Francia        | 10        | 333,25    | 7         | 344,00    | 5         | 333,25    | 9         | 340,50    | 7         | 343,50    | 8         | 304,50    | 4         | 393,75    | 50  | 2392,75 |
| 8       | Ludwig Wrede         | Austria        | 8         | 337,75    | 8         | 336,50    | 7         | 298,25    | 10        | 333,75    | 8         | 343,25    | 5         | 322,25    | 7         | 370,00    | 53  | 2341,75 |
| 9       | John Page            | Gran Bretagna  | 11        | 321,50    | 10        | 318,00    | 10        | 289,00    | 11        | 325,25    | 9         | 330,75    | 3         | 336,25    | 8         | 367,75    | 62  | 2288,50 |
| 10      | Roger Turner         | Stati Uniti    | 9         | 336,50    | 9         | 319,00    | 9         | 289,25    | 6         | 351,00    | 12        | 324,75    | 9         | 295,75    | 13        | 329,25    | 67  | 2245,50 |
| 11      | Sherwin Badger       | Stati Uniti    | 12        | 299,50    | 12        | 306,75    | 12        | 285,75    | 5         | 353,00    | 10        | 330,50    | 11        | 292,75    | 11        | 341,25    | 73  | 2209,50 |
| 12      | Paul Franke          | Germania       | 6         | 346,50    | 13        | 303,25    | 11        | 288,25    | 12        | 318,75    | 11        | 326,75    | 13        | 279,25    | 10        | 352,25    | 76  | 2215,00 |
| 13      | Montgomery Wilson    | Canada         | 13        | 288,00    | 11        | 310,75    | 13        | 271,50    | 14        | 303,25    | 13        | 305,00    | 14        | 271,50    | 14        | 316,50    | 92  | 2066,50 |
| 14      | Ian Bowhill          | Gran Bretagna  | 14        | 279,25    | 14        | 294,75    | 15        | 244,75    | 16        | 250,00    | 14        | 296,75    | 12        | 292,50    | 16        | 251,25    | 101 | 1909,25 |
| 15      | Nathaniel Niles      | Stati Uniti    | 16        | 259,00    | 15        | 277,50    | 16        | 220,50    | 13        | 303,50    | 15        | 280,00    | 16        | 234,50    | 12        | 335,25    | 103 | 1910,25 |
| 16      | Jack Eastwood        | Canada         | 15        | 267,00    | 16        | 275,25    | 14        | 253,00    | 15        | 287,75    | 16        | 271,00    | 15        | 246,00    | 15        | 253,75    | 106 | 1853,75 |
| -       | Werner Rittberger    | Germania       | DNF       | DNF       | DNF       | DNF       | DNF       | DNF       | DNF       | DNF       | DNF       | DNF       | DNF       | DNF       | DNF       | DNF       | -   | -       |